# Bernhard Cullmann
Bernhard „Bernd“ Cullmann (* 1. November 1949 in Rötsweiler) ist ein ehemaliger deutscher  Fußballspieler. Cullmann wurde 1974 Weltmeister und 1980 Europameister.

## Karriere
Der gelernte Bankkaufmann (1966–1969) spielte in seiner aktiven Zeit als Mittelfeldspieler in 341 Spielen von 1970 bis 1984 für den 1. FC Köln in der Fußball-Bundesliga. Dabei erzielte er 29 Treffer in der höchsten bundesdeutschen Spielklasse. Mit Köln wurde er 1978 Deutscher Meister und 1977, 1978 (Tor zum 1:0 beim 2:0 gegen Fortuna Düsseldorf) und 1983 (nicht in der Finalmannschaft beim 1:0 gegen Fortuna Köln) DFB-Pokalsieger.
In der Nationalmannschaft absolvierte er von 1973 bis 1980 40 Länderspiele und schoss 6 Tore. Cullmann nahm an den Fußballweltmeisterschaften 1974 und 1978 teil und gewann 1974 mit der DFB-Elf den Titel.
In der ersten Finalrunde erzielte er im Spiel gegen Australien (3:0) ein Kopfballtor. Vier Jahre später in Argentinien gelang der Mannschaft von Helmut Schön die Titelverteidigung nicht. Cullmann blieb in diesem Turnier ohne Einsatz. Unter dessen Nachfolger Jupp Derwall errang er mit seinen Nationalmannschaftskollegen 1980 in Italien die Europameisterschaft.
Nachdem er seine Karriere 1983 aus gesundheitlichen Gründen beendet hatte, wurde er Repräsentant bei einer Sportartikelfirma. Im November 1991 trat er als dritter Vorsitzender in den Vorstand des 1. FC Köln ein, im September 1993 übernahm er von Karl-Heinz Thielen den Managerposten. Als Anfang April 1996 Trainer Stephan Engels entlassen wurde, quittierte auch Bernd Cullmann seinen Dienst. Von Oktober 1999 bis Juni 2000 war Cullmann Manager beim MSV Duisburg.
Von 1998 bis 2010 spielte auch sein Sohn Carsten Cullmann im Bundesliga-Kader des 1. FC Köln.

## Statistik
- 40 Länderspiele; 6 Tore
- 5 B-Länderspiele
- 3 U23-Länderspiele
- 1. Bundesliga
  - 341 Spiele; 29 Tore
- DFB-Pokal
  - 52 Spiele; 10 Tore
- Europapokal der Landesmeister; Europapokal der Pokalsieger; UEFA-Pokal; Messestädte-Pokal
  - 60 Spiele; 1 Tor

## Erfolge
- Weltmeister: 1974
- Europameister: 1980
- Deutscher Meister: 1977/78
- Deutscher Vize-Meister: 1972/73, 1981/82
- DFB-Pokal-Sieger: 1976/77, 1977/78, 1982/83
- DFB-Pokal-Finalist: 1970/71, 1972/73, 1979/80

1974 wurde Cullmann als Teil der Weltmeister-Mannschaft mit dem Silbernen Lorbeerblatt ausgezeichnet.